# Osterhorn (Salzkammergut-Berge)
Das Osterhorn ist ein 1748 m ü. A. hoher Gipfel der Salzkammergut-Berge in Österreich. Obwohl er nur der dritthöchste benannte Gipfel der Osterhorngruppe ist, trägt diese trotzdem seinen Namen. 
Das Osterhorn befindet sich auf den Gemeindegebieten von Strobl und Abtenau, wobei das Gipfelkreuz genau auf der Grenzlinie steht. Schöne Ausblicke bieten sich von hier auf den Wolfgangsee, die Postalm, das Tote Gebirge, den Dachstein und den Schafberg.

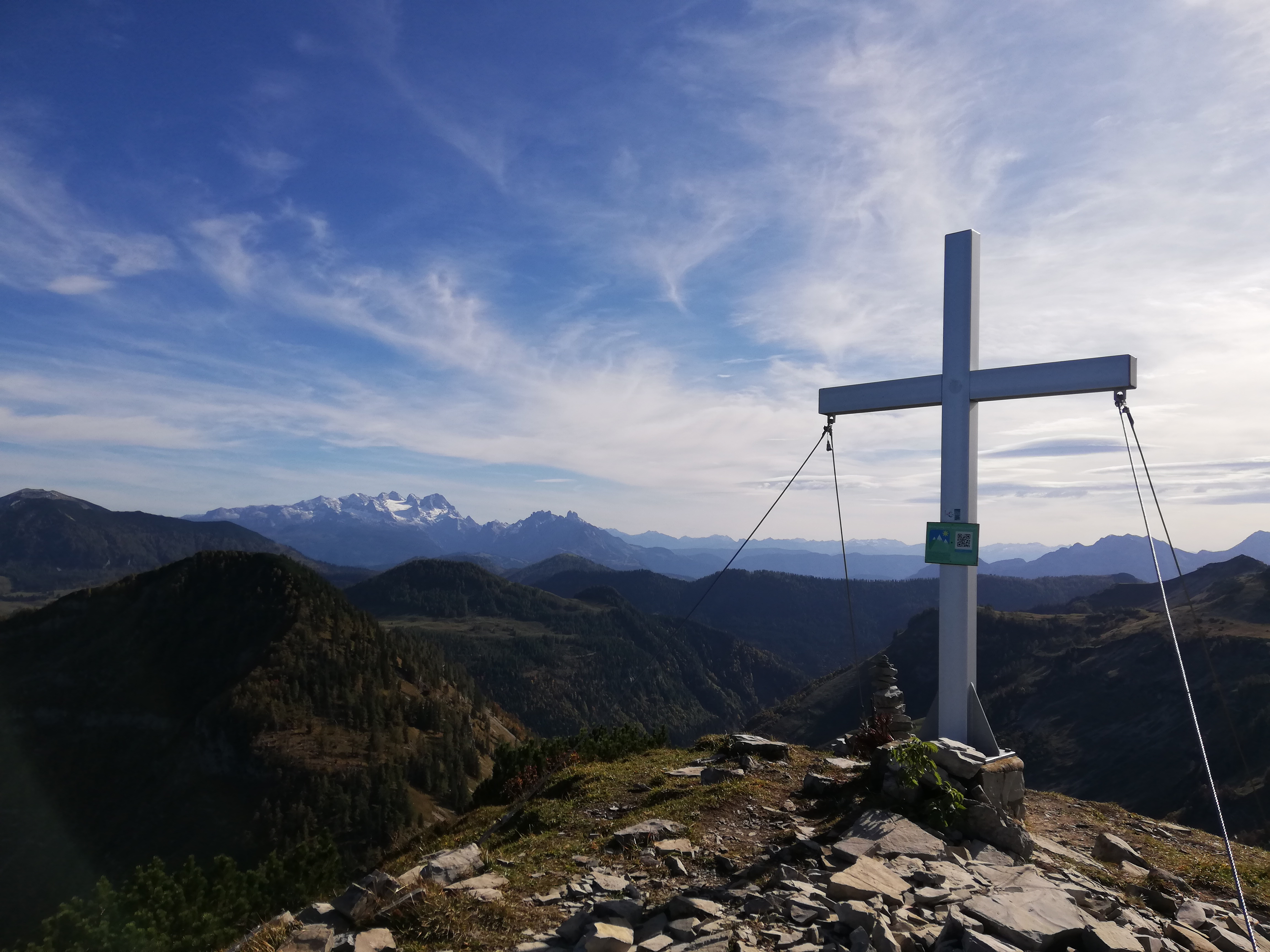
Gipfelkreuz des Osterhorns mit dem Dachsteinmassiv links im Hintergrund